# Christen Wiese
Christen Knagenhjelm Wiese (* 22. August 1876 in Bergen; † 31. März 1968 in Nøtterøy) war ein norwegischer Segler.

## Erfolge
Christen Wiese, der für den Bergens Seilforening segelte, wurde 1920 in Antwerpen bei den Olympischen Spielen in der 12-Meter-Klasse nach der International Rule von 1919 Olympiasieger. Er war Crewmitglied der Heira II, die als einziges Boot seiner Klasse teilnahm. Der Heira II genügte mangels Konkurrenz in zwei Wettfahrten jeweils das Erreichen des Ziels zum Gewinn der Goldmedaille. Zur Crew gehörten neben Martin Borthen, Kaspar Hassel, Egill Reimers, Arthur Allers auch die Brüder Thor, Olaf und Erik Ørvig. Skipper der Heira II war Johan Friele.
Wiese arbeitete zunächst für einen Kohlehändler und wurde später Büroleiter beim Verband der Kohlehändler. Schließlich wurde er zum Geschäftsführer befördert.